# 東北最高行政委員会
東北最高行政委員会（とうほくさいこうぎょうせいいいんかい、別称東北行政委員会、繁: 東北最高行政委員會）は大日本帝国が満洲事変後に満洲に設けた傀儡機構であり、満洲国建国を画策した。
1932年2月16日、関東軍は奉天省長臧式毅と吉林省長煕洽、黒竜江省長張景恵、馬占山の4人を奉天に召集し、「建国会議」第1回会議即ち「四巨頭会議」を開催した。会議は東北最高行政委員会設立を決定した。17日、「建国会議」第2回会議が行われ、張景恵を委員長に、臧式毅、煕洽、馬占山、湯玉麟、チムトシムベロ、凌陞を委員に任命することを決定した。18日、東北最高行政委員会は声明「東北省区完全独立」を発表したが、湯玉麟、チムトシムベロ、凌陞は会議に出席せず、馬占山は病を理由に署名しなかった。
2月25日、東北最高行政委員会は新しく作る国家の国号を「満洲国」、年号を「大同」、国家元首を「執政」、国旗を「紅藍白黒満地黄五色旗」とし、首都を新京（長春）に置くことを決議した。3月1日に満洲国が正式に成立し、東北最高行政委員会はこれにより解散した。